# Her Story (web-série)
Pour les articles homonymes, voir Her Story.
Her Story est une web-série de 6 épisodes réalisée par Sydney Freeland et diffusée sur Internet en 2016.
La série raconte l'histoire de deux femmes transgenres, jouées par Jen Richards et Angelica Ross. Elle a été sélectionnée pour un Emmy Award.

## Synopsis
Violet et Paige sont deux femmes transgenres vivant à Los Angeles. Violet travaille comme serveuse dans un bar et Paige comme avocate spécialisée dans l'égalité des droits. Violet rencontre Allie, une journaliste lesbienne qui veut l'interviewer. Paige rencontre James. Violet et Paige tentent de développer des relations amoureuses avec leurs partenaires avec la crainte d'être refusées pour ce qu'elles sont. Car elles doivent faire face à divers problèmes, comme un compagnon agressif ou des féministes radicales excluant les personnes transgenres.

## Distribution
- Jen Richards : Violet
- Angelica Ross : Paige
- Laura Zak : Allie
- Christian Ochoa : James